# Lierza
Il Lierza è un corso d'acqua a carattere torrentizio della provincia di Treviso, lungo 19,5 km e appartenente al bacino idrografico del Piave.
Il Lierza ha le sue sorgenti presso Arfanta, in comune di Tarzo, e Rolle, in comune di Cison di Valmarino; attraversa una delle valli di maggior rilievo paesaggistico della provincia di Treviso, alimentando il Molinetto della Croda, monumento della storia rurale dei colli del Veneto orientale, in comune di Refrontolo; lambisce poi la parte orientale di Pieve di Soligo, toccando i confini nord del comune di Susegana e confluendo nel fiume Soligo, di cui è il maggiore affluente, presso il confine tra la frazione di Barbisano (Pieve di Soligo) e quella di Collalto (Susegana), dove, lungo il tratto che costeggia Villa Toti, residenza del soprano Toti Dal Monte, forma una sorta di piccolo canyon, detto Crode del Pedrè, reso famoso dai versi del poeta Andrea Zanzotto.

## Fauna ittica
Il Lierza è popolato da cavedani, barbi e vaironi.

## Galleria d'immagini

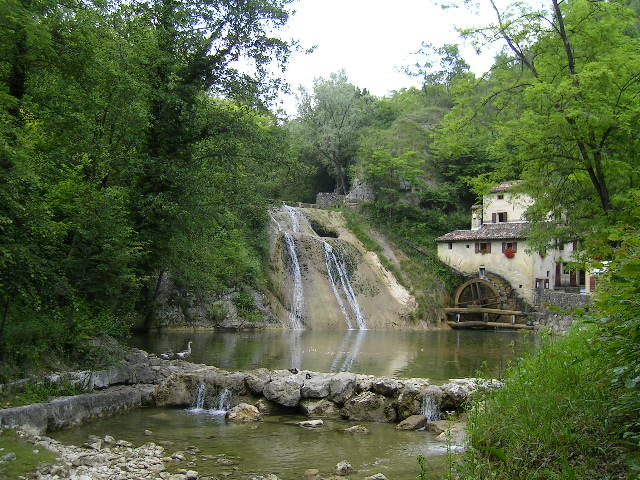
Il Lierza a Refrontolo col Molinetto della Croda
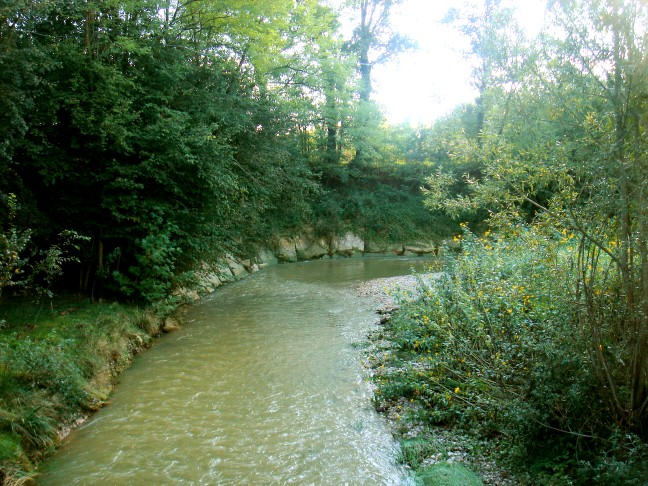
Il Lierza verso Barbisano; sulla riva destra una fioritura di topinambur
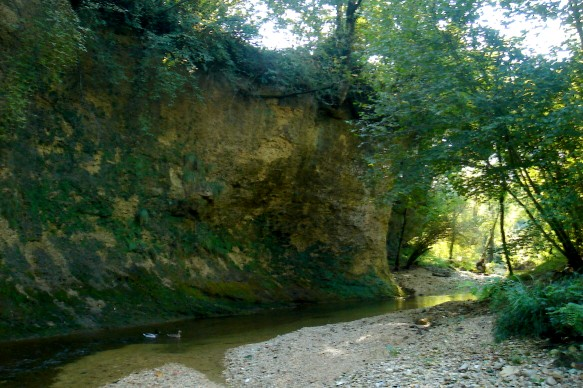
Conglomerati rocciosi lungo il Lierza, a Barbisano